# トータルテンボスのJUNKの前に聴きたまえ!
トータルテンボスのJUNKの前に聴きたまえ!（トータルテンボスのジャンクのまえにききたまえ!）は、2011年1月3日から同年7月1日まで、毎週平日（月曜日 - 金曜日）24:50 - 25:00に、TBSラジオで放送されたトーク番組である。パーソナリティは、トータルテンボス。
文字数制限などにより媒体によっては、『トータルテンボスの聴きたまえ!』と表記される場合もある。

## 概要
JUNKの前座番組として、トータルテンボス（以下、トータル）の二人が、毎回TBSアナウンサーの鈴木順演じる「ボス」から送られる指令（リスナーから投稿されたテーマ）に沿って、ゲストとのトークを繰り広げ、最後にJUNKの聴きどころを語る。
本番組の開始により、トータルはラジオが週4本となり、「こんなになるとは思わなかった」「アフロの意味が無い」と語っていた。
毎月1週目は2人で、2週目からはゲストを呼び、月ごとに曜日テーマを固定していた。
毎週土曜日に、その週の放送分と未放送分の音源をらじこんから有料でネットラジオ配信を行っている。ダウンロード料金は、1本につき105円（税込）。3月11日および3月14日 - 3月19日は、東日本大震災の影響によりTBSラジオでは放送休止となったが、その間放送予定だった音源も配信している。
2011年7月1日の放送をもって終了。後番組がトータルとM-1グランプリの激闘を制し、出世街道に乗ったサンドウィッチマンの番組『サンドウィッチマンの10分もらえたぜ!』と知り、「またやられた」「いつもあいつらは俺達の前を行く」と嘆いていた。その後、サンドウィッチマンも前番組がトータルと聞いて、「相当恨まれてんでしょうね」と発言している。トータルは10分もらえたぜ!の最終週のゲストに呼ばれている。

## テーマ音楽
- OP:映画『オースティン・パワーズ』より（『オースティン・パワーズ オリジナル・スコア・サウンドトラック』に収録）